# David Douglas (aviron)
David Douglas, né le 16 mars 1947 à Melbourne, est un rameur d'aviron australien. 

## Carrière
David Douglas participe aux Jeux olympiques de 1968 à Mexico et remporte la médaille d'argent avec le huit australien composé de Peter Dickson, Michael Morgan, Alf Duval, John Ranch, Joe Frazio,  Gary Pearce, Bob Shirlaw et le barreur Alan Grover.